# Копша-Маре
Копша-Маре (рум. Copșa Mare) — село у повіті Сібіу в Румунії. Входить до складу комуни Б'єртан.
Село розташоване на відстані 224 км на північний захід від Бухареста, 49 км на північний схід від Сібіу, 102 км на південний схід від Клуж-Напоки, 97 км на північний захід від Брашова.

## Населення
За даними перепису населення 2002 року у селі проживала 1021 особа.
Національний склад населення села:
| Національність | Кількість осіб | Відсоток |
| -------------- | -------------- | -------- |
| румуни         | 532            | 52,1%    |
| цигани         | 384            | 37,6%    |
| німці          | 72             | 7,1%     |
| угорці         | 33             | 3,2%     |

Рідною мовою назвали:
| Мова      | Кількість осіб | Відсоток |
| --------- | -------------- | -------- |
| румунська | 894            | 87,6%    |
| німецька  | 60             | 5,9%     |
| циганська | 38             | 3,7%     |
| угорська  | 29             | 2,8%     |